# Johnny Pépin-de-Pomme
Pour l’article homonyme, voir Johnny Appleseed.
Pour plus de détails, voir Fiche technique et Distribution.
Johnny Pépin-de-Pomme (Johnny Appleseed) est un court métrage d'animation américain réalisé par Walt Disney Productions, sorti initialement le 27 mai 1948, comme une séquence du film Mélodie Cocktail, puis seul le 25 décembre 1955.

## Synopsis

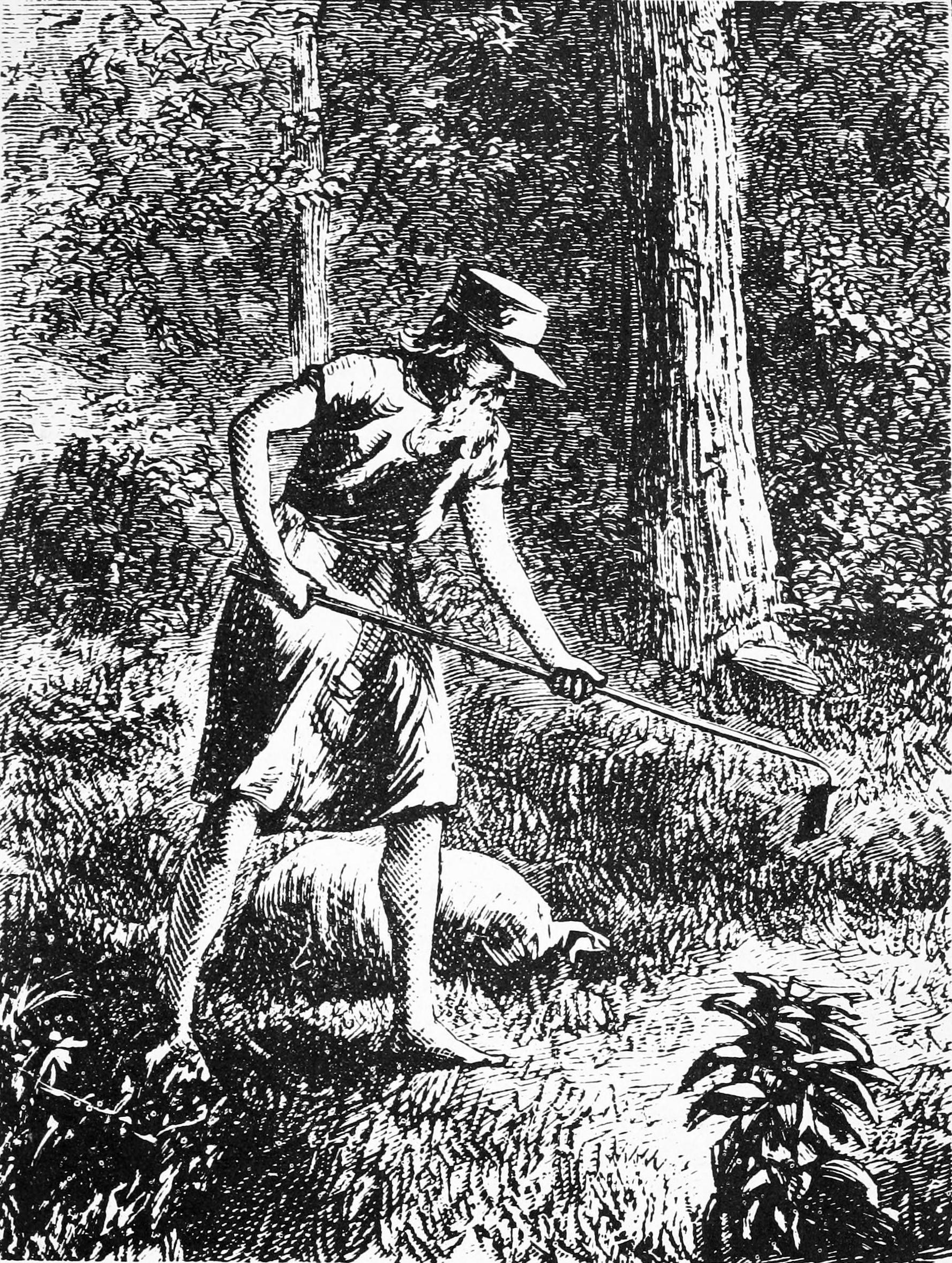
Johnny Appleseed illustré dans le magazine Harper's (1871).

Dennis Day raconte la vie du célèbre pionnier John Chapman, qui parcourut l'ouest des États-Unis en plantant des pommiers.

## Fiche technique
- Titre original : Johnny Appleseed
- Autres titres[3] :
  -  États-Unis : Legend of Johnny Appleseed
  -  France : Johnny Pépin-de-Pomme
- Réalisateur : Wilfred Jackson
- Scénario[3] : Winston Hibler, Joe Rinaldi, Erdman Penner, Jesse Marsh
- Voix : Dennis Day (Johnny)[3],[2]
- Animateur : Hal Ambro, Ollie Johnston, Milt Kahl, Eric Larson, Don Lusk, Harvey Toombs
- Décors : Claude Coats, Brice Mack
- Layout : Don DaGradi, Thor Putnam, McLaren Stewart
- Effets visuels : George Rowley
- Producteur : Walt Disney
- Production : Walt Disney Pictures
- Distributeur : Buena Vista Pictures
- Date de sortie :
  -  États-Unis Dans Mélodie cocktail : 27 mai 1948
  -  États-Unis Seul : 25 décembre 1955[2]
- Format d'image : Couleur (Technicolor)
- Son : Mono (RCA Sound System)
- Musique : Paul J. Smith[3]
- Durée : 19 min
- Langue : (en)
- Pays :  États-Unis

## Voix françaises

### 1erdoublage (1951)
- Camille Guérini : le narrateur

### 2edoublage (1998)
- François Berland : le narrateur
- Hervé Rey : Johnny Pépin-de-Pomme
- Bernard Alane : l'Ange gardien
- Pierre Dourlens : le Vieux Pionnier
- Michel Costa : le chanteur soliste

## Commentaires
L'histoire de Johnny Pépin-de-Pomme est inspirée du héros populaire John Chapman (1774-1845) qui planta durant plus de 40 années des pommiers le long de la rivière Ohio. Cette séquence est l'occasion pour l'acteur américain Dennis Day de donner sa voix à la fois au personnage de Johnny mais aussi de son ange. L'histoire présente l'ange gardien de Johnny comme la voix qui a poussé le jeune homme à partir suivre les wagons de colons partis s'installer dans le vaste arrière-pays américain et à planter des pommiers sur son chemin. L'ange réapparait à la fin de la séquence pour le réveiller, du moins son fantôme (ou âme) et demander à Johnny de venir planter des pommiers au Paradis où il n'y en aurait pas. Selon Maltin, cette séquence manque de détails graphiques, tel que l'absence de feuilles dans les arbres, et ressemble plus aux productions des années 1950 qualifiée d'animation limitée caractérisée par le studio United Productions of America. Maltin note aussi que la cabane de Johnny est de couleur bleue et les collines des décors sont dans le style impressionniste plutôt que réaliste. La Production Code Administration, faisant appliquer le Code Hays avait demandé la modification d'une des phrases des paroles qui contenait le terme « Cuss » (abréviation argotique créole de cousin ou blasphème).
Pour Douglas Brode, Johnny Pépin-de-Pomme, à l'instar de À la gloire d'un arbre aussi issu de Mélodie Cocktail, est un hymne aux arbres, mais moins direct car il rend hommage à Johnny Pépin-de-Pomme qui est avant tout un planteur de pommiers. Il serait d'après la séquence le réconfort, apportant nourriture et convivialité aux colons américains. Les deux séquences établissent aussi un lien entre les arbres et Dieu, la première avec le vers But only God can make a tree (Seul dieu peut faire un arbre) et la seconde hissant Johnny au Paradis pour y planter des pommiers. Cette séquence comprend la seule représentation du Paradis chez Disney. Brode écrit aussi que la séquence À la gloire d'un arbre souligne la relation entre la nature et la spiritualité. Pour Brode, la morale de l'histoire de Johnny Pépin-de-Pomme ferait écho à la « crise de la quarantaine » alors la tranche d'âge de Walt Disney. L'ange de Johnny est un personnage digne des valeurs prônées par le réalisateur Frank Capra : humanistes, sociales et morales.
Le film a été édité pour être diffusé dans des établissements scolaires sous le titre Legend of Johnny Appleseed.